# Sissieretta Jones

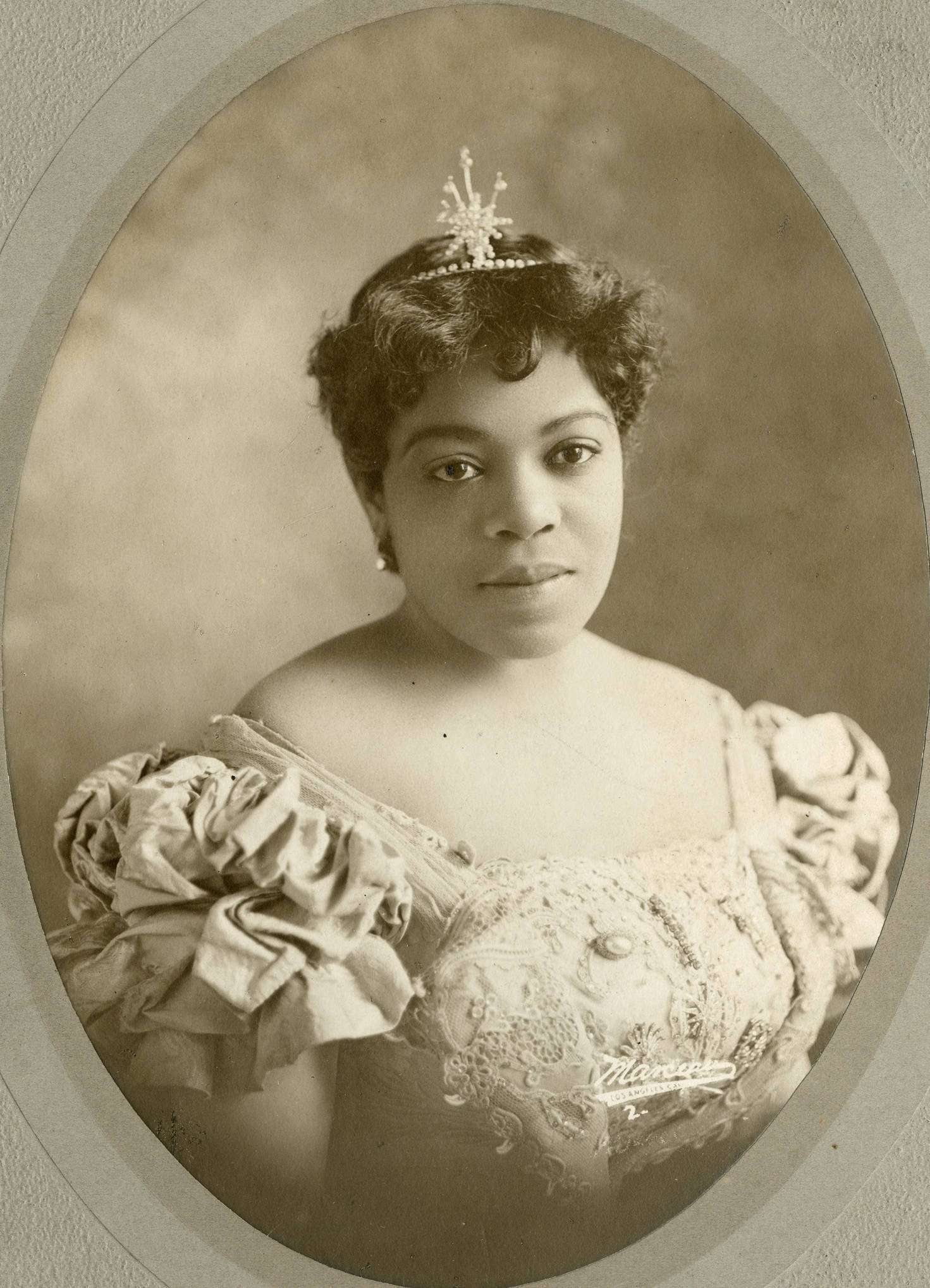
Sissieretta Jones, 1904

Matilda Sissieretta Joyner Jones (* 5. Januar 1868 bzw. 1869 in Portsmouth, Virginia; † 24. Juni 1933 in Providence) war eine US-amerikanische Sängerin (Sopran). In Anlehnung an Adelina Patti wurde sie oft „die schwarze Patti“ genannt. Als erste afroamerikanische Frau gab sie 1893 ein Konzert auf der Hauptbühne der Carnegie Hall und war eine Zeitlang die bestbezahlte schwarze Künstlerin. Sie erlangte auf Tourneen internationale Berühmtheit und trat u. a. vor Kaiser Wilhelm II., der britischen Königsfamilie und US-amerikanischen Präsidenten auf. Kritiker bezeichneten ihre kräftige Sopranstimme als einzigartig und Jones als Amerikas führende Primadonna. Dennoch hatte sie zeit ihres Lebens unter rassistischer Ausgrenzung zu leiden, die sie daran hinderte, in Opern aufzutreten.

## Leben

### Herkunft und Jugend
Sissieretta Jones’ genaues Geburtsjahr ist nicht bekannt. In einer Volkszählung von 1870 wurde ihr Alter mit zwei Jahren angegeben und das ihrer jüngeren Schwester Isabella mit neun Monaten, was auf 1868 als Jones’ Geburtsjahr hindeutet. Auf ihrer Sterbeurkunde hingegen wurde das Jahr 1869 als Geburtsjahr vermerkt. Von ihren Verwandten und Freunden wurde sie Sissy oder Tilly gerufen. Sie war das erste von drei Kindern ihrer Eltern, dem ursprünglich in die Sklaverei geborenen Jeremiah Malachi Joyner und Henrietta Joyner. Das Paar hatte neben Sissieretta noch die beiden Kinder Isabella und Jerry, die beide früh starben.
Jeremiah Joyner arbeitete sowohl als Zimmermann als auch als Pastor und Chorleiter der African Methodist Episcopal Church in Portsmouth und hatte Lesen und Schreiben gelernt. Henrietta Everett Joyner war hingegen Analphabetin und arbeitete als Wäscherin. Dennoch war sie eine begabte Sängerin und sang im Chor der Ebenezer Baptist Church. Wahrscheinlich um 1876 zog die Familie nach Providence, Rhode Island, wo die junge Sissieretta in der Kirche sang und ihre Gesangsausbildung begann. Ihren eigenen Angaben zufolge kletterte sie bereits mit drei Jahren auf Stühle, um zu singen. Ihre Eltern trennten sich in Providence. Während ihr Vater im Register als geschieden eingetragen war, wurde die Mutter fortan als Witwe gelistet.
Sissieretta Jones besuchte zunächst die Meeting Street Grundschule und später die Thayer Street Oberschule. Wie ihre Mutter war sie eine gute Sängerin und sang in der Pond Street Baptist Church. Über einen ihrer ersten Auftritte dort erzählte sie: „Oh, ich hatte solche Angst, dass ich kaum zu Atem kam. Als der Applaus kam, fiel ich fast von der Bühne. Doch Schüchternheit wurde bald von Selbstvertrauen abgelöst und ich sang weiterhin bei Wohltätigkeitsveranstaltungen.“ Einigen Quellen zufolge erhielt sie Gesangsunterricht von Ada Baroness Lacombe an der Providence Academy of Music. Wahrscheinlich handelte es sich dabei um Ada Byron Coombs, die am Providence Konservatorium unterrichtete, da sich im Stadtarchiv von Providence keine Hinweise auf eine Academy of Music finden. Vermutlich erhielt Jones in dieser Zeit auch Klavierstunden.
1886 zog Jones, seit drei Jahren mit dem Kellner David Richard Jones verheiratet, nach Boston, um dort Musik zu studieren. Wo genau sie ausgebildet wurde, lässt sich nicht mehr feststellen, da sich zeitgenössische Berichte widersprechen. In Frage kommen das Boston Konservatorium oder das New England Konservatorium, allerdings könnte sie auch einen Privatlehrer gehabt haben.

### Karriere

#### Entdeckung

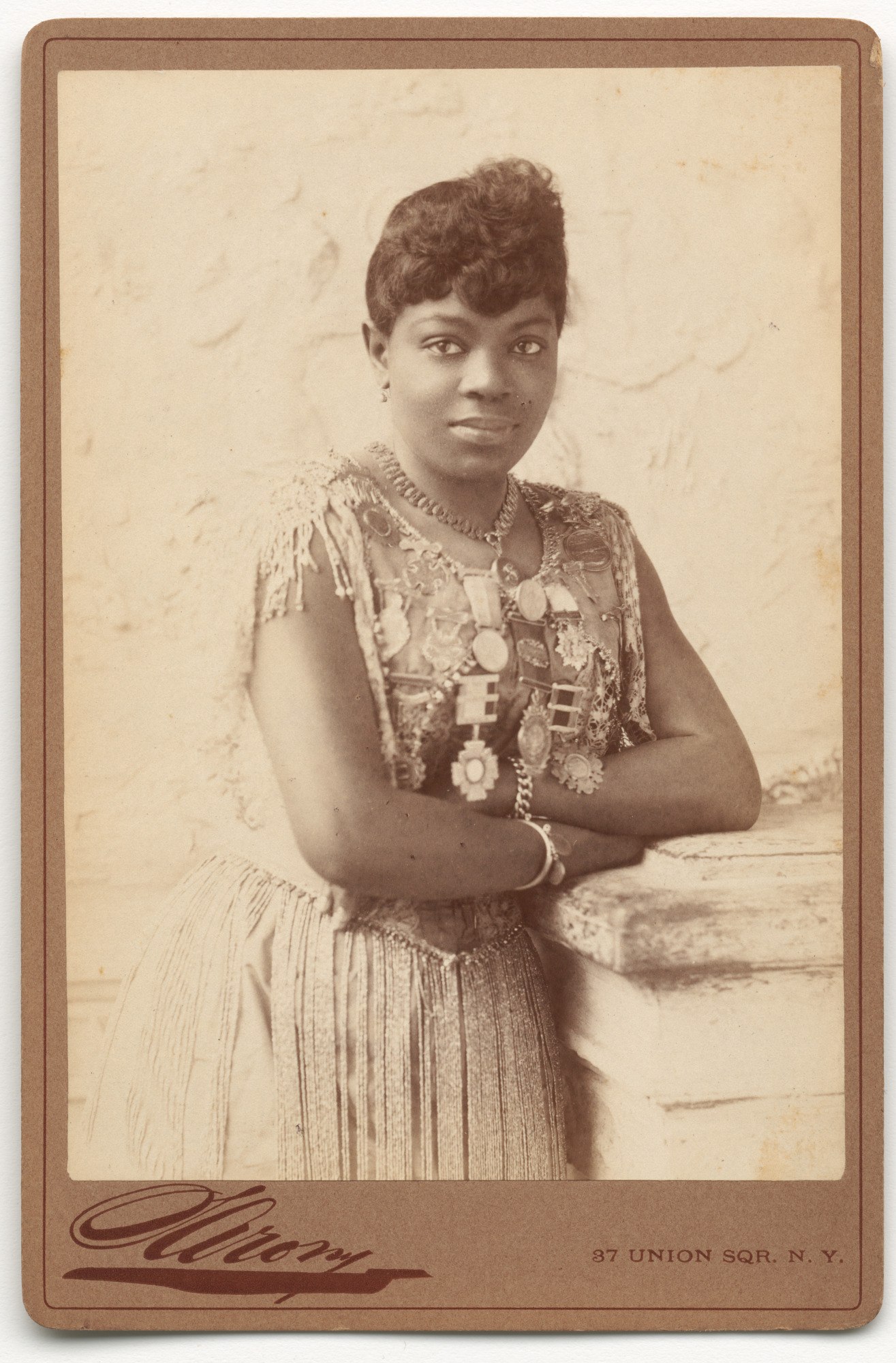
Sissieretta Jones,
Foto: Napoleon Sarony, circa 1895

Im Frühling 1888 wurde Sissieretta Jones eingeladen, an Konzerten der Bergen Star Company in Brooklyn, Manhattan und Philadelphia teilzunehmen. Nach ihrem Auftritt in Philadelphia schrieb die New York Age, sie hätte „tiefen Eindruck gemacht. Ihre Stimme ist süß, mitfühlend und klar und ihre Artikulation ein wahrer Zauber.“ Nach ihrem Auftritt in der New Yorker Steinway Hall wurde sie das erste Mal als „die schwarze Patti“ tituliert, angeblich in einer Kritik des New York Clipper. John Graziano hält es allerdings für möglich, dass Jones Adelina Patti bewunderte und selbst die Bezeichnung „schwarze Patti“ geprägt hatte. Als Indizien führt er an, dass sich im Archiv der Zeitung keinerlei Hinweis auf den Namen fand, dass Jones selbst gerne ein ähnliches Repertoire wie Patti sang und dass ihre 1884 geborene Tochter auf den Namen Mabel Adelina getauft wurde. Eigenen Angaben zufolge hörte Jones die Bezeichnung Zeit ihres Lebens eher ungern.

„Es irritiert mich, die schwarze Patti genannt zu werden. Ich fürchte, die Leute werden denken, ich hielte mich für Patti ebenbürtig. Ich versichere Ihnen, dass ich das nicht tue, aber ich habe eine Stimme und strebe danach, die Gunst des Publikums durch ehrlichen Verdienst und harte Arbeit zu gewinnen. Vielleicht werde ich eines Tages auf meine eigene Art so großartig sein, aber bis dahin habe ich einen weiten Weg vor mir.“

Auf den Konzerten wurde sie für zwei Jahre als Primadonna für Touren unter Vertrag genommen, zuerst mit den Tennessee Jubilee Singers und deren weißen Manager James R. Smith, später mit den Star Tennessee Jubilee Singers und ihrem Ehemann David Jones als Manager. Gemeinsam mit ihnen bereiste Jones die Westindischen Inseln, die Windward Islands und Südamerika und wurde mit Begeisterung empfangen. Das Repertoire der Gruppe umfasste Stücke von Charles Gounod, Luigi Arditi und Anton Grigorjewitsch Rubinstein sowie einige komische Stücke und vereinzelte Spirituals. Damit unterschieden sie sich frappierend von den für die damalige Zeit typischen Minstrel Shows anderer schwarzer Gruppen. Jones war äußerst erfolgreich und beim Publikum beliebt. Insgesamt schenkten ihr örtliche Würdenträger auf dieser Reise 17 Medaillen, die Jones fortan bei ihren Auftritten trug.
Nach ihrer Rückkehr erhielt sie die Einladung, in Washington, D.C. aufzutreten, zunächst in der AME Metropolitan Church und schließlich im Weißen Haus. Dort gab sie am 24. Februar 1892 ein Konzert für den amtierenden Präsidenten Benjamin Harrison, dessen Ehefrau Caroline Harrison sich so beeindruckt zeigte, dass sie Jones einen Strauß Orchideen aus ihrem eigenen Garten überreichte. Bei diesem Konzert sang sie u. a. „Old Folks at Home“, was zu einem ihrer Standardlieder werden sollte. The Washington Post schrieb, sie hätte „ein angenehmes Erscheinungsbild und ist unzweifelhaft begabt mit einer Stimme, deren Stärke und Süße sich in den Tönen der berühmtesten Primadonnen der Welt offenbart“, während die Zeitung Washington Bee mit hauptsächlich schwarzer Leserschaft erklärte: „Sie ist eine Dame, die einen Ruf gewonnen hat, auf den sie stolz sein kann, die eine wahre Zierde für die farbige Rasse ist.“ Ab dem Jahr 1892 benutzte sie in der Öffentlichkeit nur noch den Namen Sissieretta. Einer Quelle zufolge sollte sie später auch für die Präsidenten William McKinley und Theodore Roosevelt singen.

#### Erfolge im In- und Ausland
Zwei Monate nach dem Auftritt im Weißen Haus trat Jones im Zuge des Grand Negro Jubilee im Madison Square Garden in New York vor einem großteils weißen Publikum auf. Sie sang Stücke aus Opern, u. a. eine Cavatina aus Giacomo Meyerbeers Robert le diable und „Sempre Libera“ aus Giuseppe Verdis La traviata. Es war ihr großer Durchbruch, woraufhin sie frenetisch gefeiert wurde. „Nachdem ich im Garden gesungen hatte, wachte ich auf und war berühmt, ohne es zu wissen“, erinnerte sie sich später. Das Konzert wurde ein Meilenstein sowohl für Jones’ Karriere als auch für schwarze Unterhaltungskünstler. Der New York Dramatic Mirror erklärte sie zur „besten Sängerin aller Rassen“ und sie schloss einen Vertrag mit Major James Burton Pond ab, der Auftritte für Künstler organisierte und bereits Berühmtheiten wie Charles Dickens, Paul Laurence Dunbar und Mark Twain vertrat. Pro Woche erhielt sie ein Gehalt von 150 US-Dollar (heutzutage etwa 3.650 US-Dollar) und Privilegien wie einen eigenen Schlafwagen, ihre persönliche Zofe, eine Kutsche und Übernachtungen in erstklassigen Hotels. Im Jahr 1894 verdiente sie im Jahr ca. 8.000 US-Dollar, was heutzutage etwa 197.000 Dollar entspricht.  Damit war Jones für eine Weile die bestbezahlte schwarze Künstlerin ihrer Zeit.
Um ihr auch Auftritte mit weißen Künstlern zu ermöglichen, organisierte Pond für sie gemeinsame Konzerte mit ausländischen Musikanten, darunter Persönlichkeiten wie der britischstämmige Jules Levy und die in Spanien geborene Violinistin Lillie Dolgoruki, möglicherweise eine Tochter Jekaterina Michailowna Dolgorukowas. Damit war Jones zum ersten Mal als schwarze Frau der Star einer weißen Konzertgruppe. Sie trat auf diversen Veranstaltungen auf, u. a. der Pittsburgh Exposition und im Kurort Saratoga Springs, die sie einem breiten, weißen Publikum bekannt machten. Ihre Vorstellungen waren meistens ausverkauft und ihre Darbietungen ernteten Lob und Anerkennung. Der Daily Sagatorian schrieb über sie:

„Es muss gesagt werden, dass die Stimmqualität der schwarzen Patti, ihre große Reichweite, ihre Kraft und die bezaubernde Süße und Glätte ihrer Töne, ihre ausgeprägte Artikulation und die Leichtigkeit und Natürlichkeit, mit der sie ihre Stimme nutzte, die größten Kritiker verblüfften und entzückten und sie überzeugten, dass sie eine phänomenale Stimme hat, wie sie nur wenigen Leuten vergönnt ist und dass sie sie beinahe intuitiv zur Perfektion zu nutzen versteht.“

1893 gab Sissieretta Jones als erste schwarze Frau ein Konzert in der Carnegie Hall. Präsident Grover Cleveland lud sie Ende Februar zu einem weiteren Konzert im weißen Haus ein. Ein weiterer, viel beachteter Auftritt im Madison Square Garden folgte 1894, an dem auch Henry Thacker Burleigh teilnahm und wo Antonín Dvořák dirigierte. Allerdings verschlechterte sich ihr Verhältnis zu Pond, als sich herausstellte, dass der von ihr unterschriebene Vertrag mit ihm eine unvorteilhafte Klausel enthielt. Statt nur, wie von ihr angenommen, für ein Jahr gültig zu sein, gab er Pond das Recht, sie noch für zwei folgende Jahre zu verpflichten, ohne ihr eine zusätzliche Kompensation zahlen zu müssen. Als Jones sich für zusätzliche Auftritte verpflichtete, geriet sie in einen Rechtsstreit mit Pond, der sich auf sein Exklusivrecht berief, sie zu vermarkten. Nach mehreren Gerichtsverhandlungen endete die Zusammenarbeit schließlich.
1894 ging Sissieretta Jones auf Tournee in Europa, wo sie u. a. in London, Paris, Berlin, Köln, Sankt Petersburg, Mailand und Neapel auftrat. Zu ihren Zuhörern gehörten diverse europäische Monarchen und Adlige, darunter König Umberto I. von Italien, der Prince of Wales Albert Edward, George, 2. Duke of Cambridge und Kaiser Wilhelm II., der Berichten zufolge ein Diamantkreuz extra für Jones als Geschenk anfertigen ließ. Der Berliner Börsen-Courier schrieb am 20. Februar 1895 über sie: „Der Applaus, der das Ende eines jeden Stückes begrüßte, zollte einem Talent Tribut, das von Hautfarbe oder Nationalität völlig unabhängig ist und das ein intelligentes Publikum gut ansprechen kann.“
Für Jones war Europa eine neue Erfahrung. In den Vereinigten Staaten kam es trotz ihrer Erfolge immer wieder zu rassistischen Diskriminierungen. So musste sie als Schwarze für ihr Konzert im Weißen Haus den Hintereingang benutzen und bei einigen ihrer Aufführungen in den Südstaaten waren die besten Plätze, selbst wenn sie frei blieben, Weißen vorbehalten. In Cincinnati war es ihr als schwarzer Frau nahezu unmöglich, ein Hotel zu bekommen und selbst wohlwollende Zeitungsberichte in den USA waren geprägt von Stereotypen, die Jones als große Ausnahme unter den Schwarzen hervorhoben. Über ihre Erfahrungen mit Europäern gab sie hingegen an: „Ihnen ist die Hautfarbe einer Künstlerin gleich. Wenn ein Mann oder eine Frau großartig spielt, großartig musiziert oder großartig singt, bereiten sie ihnen einen warmen Empfang. Es ist die Seele, die sie sehen, nicht die Hautfarbe.“

#### The Black Patti Company

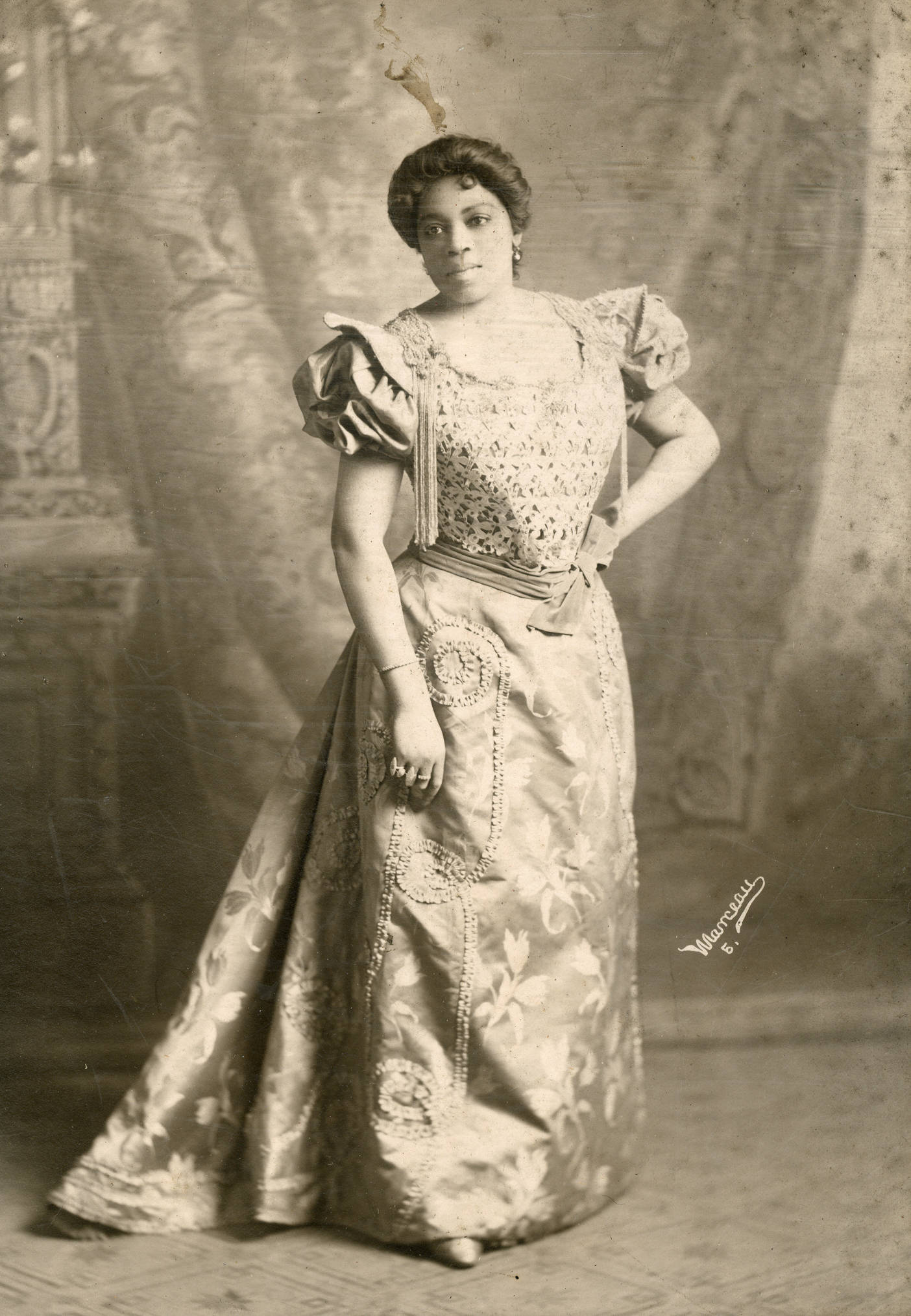
Black Patti,
Foto: Theodore C. Marceau, 1909

Zurück in den Vereinigten Staaten musste Sissieretta Jones sich mit weiterhin mit den Hindernissen auseinandersetzen, die schwarzen Künstlern in den Weg gelegt wurden. Obwohl sie davon träumte, Rollen in Opern zu übernehmen, machte die in den USA praktizierte Rassentrennung es für sie nahezu unmöglich, gemeinsam mit weißen Darstellern aufzutreten. Primadonnen in US-amerikanischen Opern waren zu diesem Zeitpunkt fast ausnahmslos weiß, was sie zu der Aussage verleitete, dass ihre Hautfarbe gegen sie arbeiten würde. Ein Zeitungsreporter aus San Francisco entgegnete, dass sie auf Make-up und Perücken zurückgreifen könnte, doch davon wollte Jones nichts wissen. „Versuchen, meine Rasse zu verstecken und mein eigenes Volk verleugnen? Oh, das würde ich niemals tun. Ich bin stolz darauf, zu ihnen zu gehören und würde nicht einmal für einen einzigen Abend verbergen, was ich bin.“
Erschwerend kam hinzu, dass Jones ihr Repertoire nie sonderlich erweitert hatte und nicht als Opernsängerin ausgebildet worden war. Da schwarze Konzertsängerinnen allmählich ihren Neuheitswert verloren und damit immer weniger gefragt waren, musste Jones sich beruflich umorientieren. Ihre neue Managerin Mary Rodman organisierte für sie mehrere Auftritte in Vaudevilles, die sich wachsender Beliebtheit erfreuten. 1896 wurde die Black Patti Company gegründet, aus der die Black Patti Troubadours hervorgingen, eine vierzigköpfige, schwarze Schaustellertruppe, deren Star Sissieretta Jones war. Ihr dreiaktiges Programm bestand aus einer Mischung aus Musik, komödiantischen Einlagen und Tanz, wobei Jones erst im dritten Akt auftrat, um Konzertstücke und Opernarien zu singen.
Die Rassentrennung stellte die Gruppe jedoch bisweilen vor erhebliche Probleme. So wurden sie während einer Tour durch Hartford von sämtlichen Hotels abgewiesen, weshalb die Gruppe sich schließlich einen eigenen Eisenbahnwagen und Koch zulegte. Auch war es aufgrund getrennter Sitzbereiche schwierig, vor einem gemischten Publikum aufzutreten, da in vielen Fällen deutlich mehr schwarze Gäste auftauchten als es Sitze für sie gab. Als sich das Management des Jefferson Theatre in St. Augustin nicht nur entschloss, mit Jones’ Gruppe zum ersten Mal Schwarze auftreten zu lassen, sondern auch einige für gewöhnlich Weißen vorbehaltenen Plätze mit schwarzen Gästen zu besetzen, traten die weißen Platzanweiser in den Streik. Daraufhin fungierten die Direktoren selbst als Platzanweiser für die schwarzen Gäste und das ausverkaufte Jefferson Theatre machte den größten Gewinn seit seiner Eröffnung.
Sissieretta Jones’ Gruppe sollte insgesamt für fast 19 Jahre bestehen und war damit die langlebigste afroamerikanische Schaustellertruppe ihrer Zeit. Pro Saison waren sie zwischen 42 und 45 Wochen unterwegs, meistens in den Vereinigten Staaten, aber vereinzelt auch in Kanada und Kuba. Allmählich änderten sich die Ansprüche des schwarzen Publikums, so dass es für schwarze Schausteller möglich wurde, sich künstlerisch weiterzuentwickeln, statt alte Rassenstereotypen zu bedienen. Nach einem Managerwechsel 1909 benannte sich die Gruppe  um in Black Patti Musical Comedy Company und änderte ihr Programm. Von nun an wurden dreiaktige Musical-Komödien aufgeführt und Sissieretta Jones erhielt zum ersten Mal eine Sprechrolle. Das neue Format war äußerst erfolgreich. Für viele schwarze Künstler, u. a. Abbie Mitchell, wurde die Black Patti Company ein Karrieresprungbrett, auch wenn sich die Anzahl der Künstler bereits 1910 auf siebzehn reduziert hatte.
Nach wie vor riefen Jones’ Auftritte Begeisterungsstürme hervor. Mit nun über zwanzig Jahren auf der Bühne war sie mittlerweile eine der am längsten aktiven schwarzen Sängerinnen. Von August 1913 bis Juli 1914 musste Jones jedoch aussetzen, da sie eine Halsoperation benötigte und ihre Mutter krank war. Als sie schließlich auf die Bühne zurückkehrte, konnte die Gruppe nicht wieder an die alten Erfolge anknüpfen. Vaudeville- und günstige Filmtheater zogen die Zuschauer ab, zumal viele Theater zu Kinos umfunktioniert wurden. Die New York Dramatic News schrieb auch dem Ausbruch des Ersten Weltkriegs in Europa allgemein einen drastischen Rückgang der Zuschauerzahlen zu. Auf ihrer letzten Tournee konnte die Gruppe ihre Auslagen nicht mehr decken und wurde von ihrem amtierenden Manager Voelckel aufgelöst. Jones kehrte im Januar 1915 von der abgebrochenen Tournee nach Providence zurück. Auf sich selbst gestellt, wurde sie für zwei letzte Vorstellungen engagiert, eine Woche in Chicago im September 1915 und im Oktober ein Vaudeville-Programm im Lafayette-Theater in Harlem. Anschließend zog sich Sissieretta Jones ins Privatleben zurück.

### Privatleben

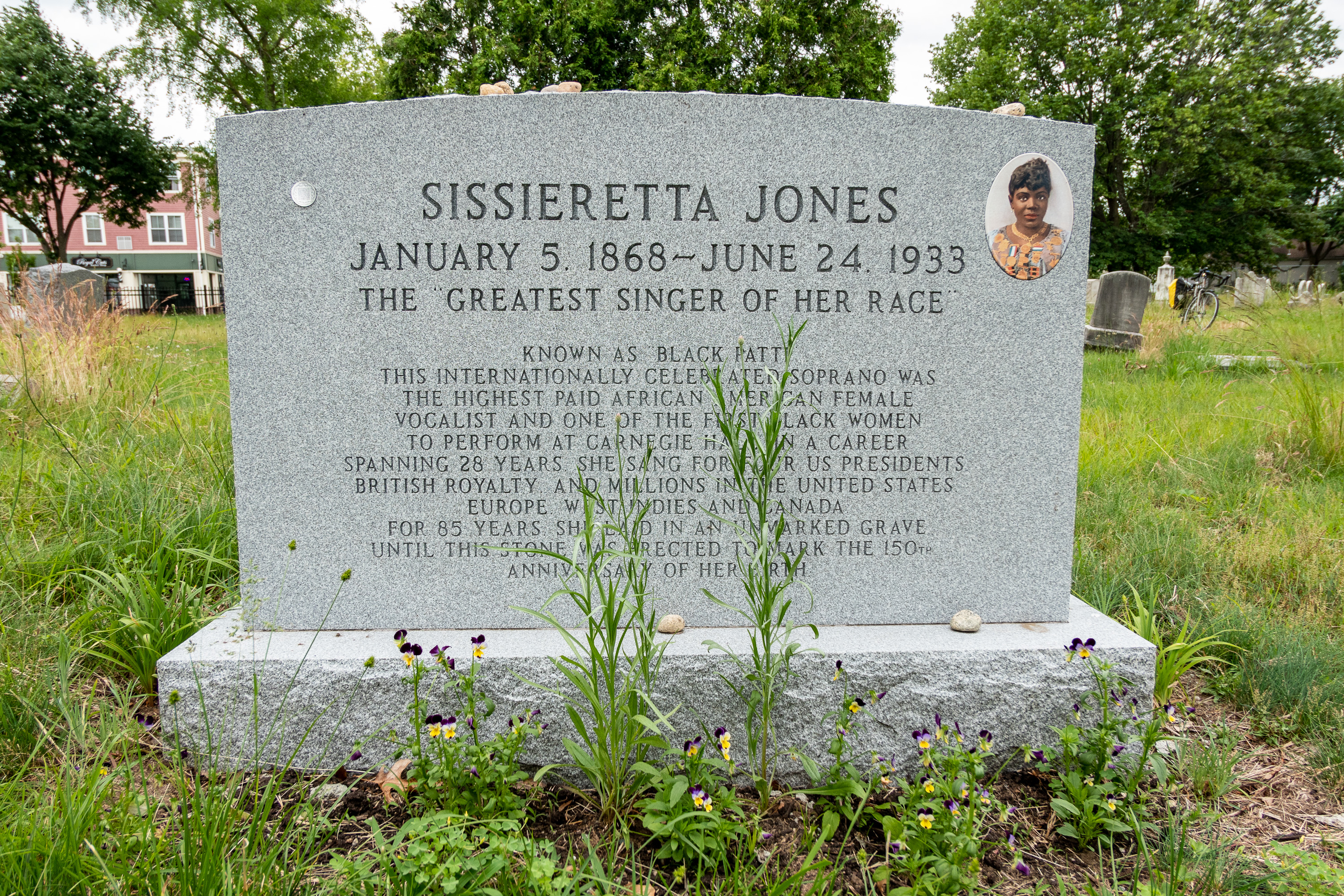
Grab von Sissieretta Jones im Grace Church Cemetery, Providence, Rhode Island

Im Jahr 1883 lernte Sissieretta den Kellner David Jones kennen und heiratete ihn am 4. September. Obwohl sie zu diesem Zeitpunkt allenfalls 15 und möglicherweise erst 14 Jahre alt war, wurde ihr Alter auf dem Trauschein als 18 angegeben. Am 8. April 1884 wurde ihre Tochter Mabel Adelina Jones geboren, die jedoch bereits im Alter von 2 Jahren starb. Die Ehe wurde 1898 geschieden, laut Jones wegen des Alkoholismus ihres Mannes und seiner Verschwendung ihrer Gagen.
Über die Jahre hinweg investierte Sissieretta Jones einen Teil ihrer Gagen in Immobilien und besaß um 1911 mehrere Häuser in Rhode Island, die sie während ihrer Tourneen vermietete. Zwei davon befanden sich auf der Benefit Street und zwei in Wheaton, wo sich auch ihr eigener Wohnsitz befand. Unter ihren Einrichtungsgegenständen befanden sich vergoldete Stühle, eine goldene Wanduhr, goldene Kerzenhalter, rote Brokatsofas und ein Klavier aus Walnussholz, Zeichen ihres Wohlstands. Zudem sammelte sie mit Autogrammen versehene Fotografien berühmter schwarzer Künstler und besaß vier große Gemälde, darunter eins von Jean-Baptiste Camille Corot. Eine Zeitlang wohnten ihre Mutter Henrietta Jones und ihr Stiefvater David Crenshaw mit ihr zusammen.
Im Herbst 1915 zog sich Jones endgültig von der Bühne zurück, um sich in Providence um ihre kranke Mutter zu kümmern. In den folgenden Jahren führte sie ein abgeschiedenes Leben und pflegte ihre Mutter bis zu deren Tod am 17. März 1924. Hin und wieder sang sie in der Congdon Street Baptist Church, absolvierte aber keine bezahlten Auftritte mehr. Über ihr Leben in diesen letzten Jahren ist wenig bekannt. Zeitgenossen berichteten, sie hätte in den 1920ern als Köchin bei einer wohlhabenden Familie gearbeitet, viel Zeit in ihrem Rosengarten verbracht und sich um obdachlose Kinder gekümmert. Auch lebten eine Zeitlang zwei Pflegekinder in ihrem Haushalt.
Ohne ihre Arbeit war sie gezwungen, ihre Medaillen und fast alle Immobilien zu verkaufen, um ihren Lebensunterhalt zu bestreiten. In ihren letzten beiden Jahren schien sie oft krank zu sein und war auf finanzielle Unterstützung angewiesen. William Freeman, vormalig Präsident der NAACP, bezahlte ihre Rechnungen und ließ ihr Feuerholz und Kohlen zum Heizen zukommen. Zehn Tage vor ihrem Tod war sie gezwungen, sich von Freeman einen US-Dollar zu leihen, um ein Taxi ins Krankenhaus zu nehmen. Sie starb im Alter von 65 Jahren verarmt an einem Magenkarzinom und wurde auf dem Grace Church Cemetery neben ihrer Mutter bestattet. Nach Begleichung ihrer Schulden blieb abgesehen von einigen Erinnerungsstücken von ihrem einstigen Vermögen nichts übrig.

## Wiederentdeckung
Durch ihr zurückgezogenes Leben in ihren letzten Jahren war Sissieretta Jones aus dem Bewusstsein der Öffentlichkeit verschwunden. Ihr Tod wurde von Zeitgenossen kaum bemerkt. Obendrein existierten keine bekannten Tonaufnahmen von ihr, so dass die vormals weltberühmte Künstlerin allmählich in Vergessenheit geriet. 1944 später stellte W. C. Handy allerdings ein Liederbuch mit dem Titel Unsung Americans Sung (deutsch: Unbesungene Amerikaner gesungen) zusammen, das auch ein Lied über Sissieretta Jones enthielt.
1966 wurde ihre entfernte Verwandte Willia Estelle Daughtry von Doktor Carl Gross kontaktiert, einem Arzt, der sich für schwarze Geschichte interessierte. William Freeman, Jones’ alter Freund, hatte Gross nach der Testamentsvollstreckung Sissieretta Jones’ Erinnerungsalbum gegeben, in dem die Sängerin Zeitungsausschnitte über ihre Auftritte in den 1890ern gesammelt hatte. Gross hatte aus dem ihm vorliegenden Material eine sechsseitige Kurzbiografie über Jones verfasst und Daughtry nutzte sie, um 1968 ihre Doktorarbeit über ihre fast vergessene Verwandte mit dem Titel Sissieretta Jones: A Study of the Negro’s Contribution to Nineteenth Century American Concert and Theatrical Life zu schreiben. Gross reichte seine Kurzbiografie an William Lichtenwanger von der Library of Congress weiter, der Jones daraufhin in das Lexikon Notable American Women aufnahm. Auch spendete er Jones’ Erinnerungsstücke – das Erinnerungsalbum, einige Fotos und ihre drei verbliebenen Medaillen – an die Manuskriptabteilung der Howard University, wo sie noch heute aufbewahrt werden. 1977 wurde Sissieretta Jones in die Rhode Island Heritage Hall of Fame aufgenommen.

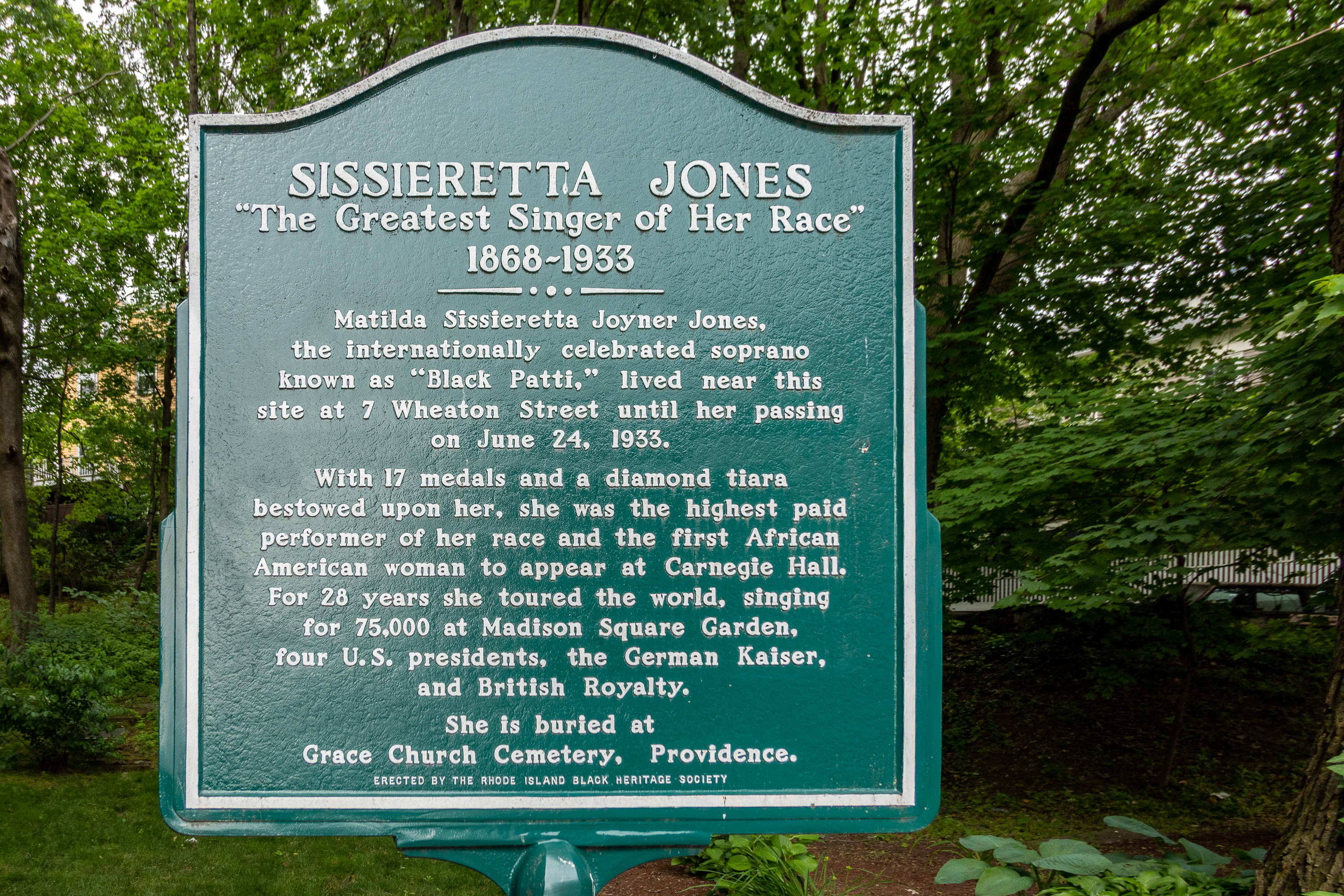
Gedenktafel für Sissieretta Jones, Providence, Rhode Island

2002 veröffentlichte Daughtry Jones’ Biografie Vision and Reality: The Story of “Black Patti” Matilda Sissieretta Joyner Jones, die auf ihrer Dissertation beruhte. 2009 verfasste die Sopranistin Angela Dean-Baham das Stück The Unsung Diva: Impressions of the Life and Time of Sissieretta Jones a.k.a. the Black Patty, das in einigen Städten aufgeführt wurde.
Im Juni 2012 errichtete die Rhode Island Historical Society eine Gedenktafel für Sissieretta Jones in Providence. 2013 wurde sie in die Rhode Island Music Hall of Fame aufgenommen. Am 9. Juni 2018 wurde anlässlich ihres 150. Geburtstages ein Gedenkstein auf Jones’ bislang nicht gekennzeichneten Grab errichtet, finanziert durch eine Kampagne von Jones’ Biografin Maureen D. Lee sowie der gemeinnützigen Organisation Stages of Freedom. Auf der Rückseite des Grabsteines wird Jones’ Mutter Henrietta geehrt.